# Estádio Jânio Moraes
O Estádio Jânio Moraes ou Laranjão é um estádio de futebol localizado em Nova Iguaçu, no estado do Rio de Janeiro. O estádio pertence ao Nova Iguaçu Futebol Clube.

## História
O estádio Jânio Moraes ou popularmente chamado de "Laranjão" é o estádio do Nova Iguaçu Futebol Clube, está localizado na Avenida Governador Roberto Silveira, Nova Iguaçu, Centro, RJ. O acesso é bastante fácil, o Estádio fica próximo ao TopShopping e da Avenida Presidente Dutra, porém um pouco distante da Estação Rodoviária de Nova Iguaçu, cerca de 10 minutos de carro.
O estádio começou a ser construído no ano de 2005 e inaugurado em 2009, com a capacidade de 3.000 pessoas, já que não havia cadeiras instaladas, apenas a estrutura de cimento. Mas, em 2012, com as obras do Estádio do Maracanã, aproximadamente 1.800 cadeiras foram doadas ao Nova Iguaçu do maior estádio do Rio de Janeiro, elas foram colocadas e atualmente essa é a capacidade máxima do estádio. Além das cadeiras, um placar eletrônico foi instalado atrás de umas das traves, o que melhora a integridade com o público. Mesmo com a capacidade máxima em dia dias de jogos for a capacidade total do estádio, o Laranjão ainda visa melhorias, como cabines de transmissão de TV e rádio (atualmente é uma espécie de "terraço" com cobertura, o lugar onde as equipes de transmissões ditam a partida), e também, há muito espaço para mais construção de arquibancadas, o que é um projeto do presidente do Nova Iguaçu, que dá nome do estádio, Jânio Moraes: "Nossa prioridade depois da colocação das cadeiras e do placar, é colocar cobertura nos assentos. Depois disso concluído, vamos planejar a ampliação da capacidade de público no Laranjão; uma coisa de cada vez." - disse o presidente do Nova Iguaçu. A qualidade do gramado é ótima, não há buracos nem "defeitos" na grama, bem irrigada pelo clube. 
O acesso, não é dos melhores, pois, há apenas uma entrada. Torcedores dividem uma rua com os carros. Além da rua ser extensa, apenas 10% dela é asfaltada. Após adentrar no portão, passando pela cabine com um segurança do clube, não há asfalto, apenas areia e pedras. Ao lado esquerdo, encontra-se o local para o ônibus do time vistante, num lugar que mais se parece com um terreno abandonado, bem ao lado das "cabines de imprensa" improvisadas. Porém, as bilheterias são dentro das dimensões do clube, o que é bom. Divisória para filas, lugar para fila de torcida de time vistante mandante. Preços que não ultrapassam os R$20 e bom espaço para estacionamento. Ainda precisa de melhorias ao redor, como asfaltamento, fiscalização por segurança, catraca para entrada no estádio, e divisão de acesso para pedestres e veículos. Por dentro, uma arquibancada única ao lado direito do gramado, onde fica a torcida do Nova Iguaçu, há um banheiro para cada sexo, porém, limpos, e no lado oposto fica a arquibancada visitante. Uma lanchonete apenas, mas, uma bilheteria para compra dos tickets para a compra dos alimentos e bebidas. Ferragem e estrutura nova e confiáveis, e cadeiras limpas e secas, já que não são retas, formão uma espécie de "bolsão". Outro projeto, o que seria o último a ser concretizado, para o Laranjão poder receber jogos contra times grandes, e a de ampliação na capacidade de recebimento de torcedores, hoje em dia, a capacidade máxima é cerca de 1.800, aproximadamente. De acordo, com presidente, Jânio Moraes, há um projeto de ampliação para até 20.000, capacidade dentro do regulamento de FERJ (Federação de Futebol do Estado do Rio de Janeiro) para poder receber times grandes (Flamengo, Vasco, Fluminense, Botafogo), é claro que, sem melhoramentos no acesso, cabines de imprensa e segurança, não iria adiantar nada, aumentar o número de cadeiras. O projeto tem como prazo esperado para conclusão entre 2017 e 2020, até lá o Nova Iguaçu terá que mandar seus jogos contra os 4 grandes do RJ em estádios neutros, como o Raulino de Oliveira, Édson Passos (Giulitte Coutinho). Para finalizar, grandes nomes de jogadores, presidentes passaram pelo Jânio Moraes, ou foram até mesmo das categorias de base do clube, como: Ex-presidente do CR Flamengo, Patrícia Amorim; ex-jogador Zinho, atualmente, gerente de futebol do clube. Passaram pelo Nova Iguaçu FC: Emerson Sheik (Campeão da Libertadores e do Mundo); Bruno Cortez (Campeão do Torneio dos Campeões pela Seleção Brasileira em 2013, com passagens por São Paulo e SL Benfica-POR); Willian Barbio (Campeão da Copa do Brasil 2011 com o Vasco da Gama); Amaral (Campeão do Campeonato Carioca 2014 pelo Flamengo).